# Vilasco Fallet
Vilasco Fallet (ur. 27 stycznia 1969) – iworyjski piłkarz grający na pozycji obrońcy. W swojej karierze rozegrał 13 meczów w reprezentacji Wybrzeża Kości Słoniowej.

## Kariera klubowa
W swojej karierze piłkarskiej Fallet grał w klubie ASEC Mimosas.

## Kariera reprezentacyjna
W reprezentacji Wybrzeża Kości Słoniowej Fallet zadebiutował 19 sierpnia 1990 w wygranym meczu kwalifikacji do Pucharu Narodów Afryki 1992 z Mauretanii, rozegranym w Abidżanie. W 1994 roku został powołany do kadry na Puchar Narodów Afryki 1994. Na nim zajął z Wybrzeżem 3. miejsce. Rozegrał na nim cztery mecze: grupowe ze Sierra Leone (4:0) i z Zambią (0:1), w ćwierćfinale z Ghaną (2:1) i w półfinale z Nigerią (2:2, k. 2:4). Od 1990 do 1994 rozegrał w kadrze narodowej 13 meczów.